# Nafana
Nafana és una regió de Costa d'Ivori (on forma l'extrem nord-oest). La capital és Odienné. És una zona amb molts rius, la majoria dels quals porten aigua només al temps de pluges, però és molt humida i plena de maresmes.
Porta el su nom de la tribu dels nafana que habitaven al nord de Costa d'Ivori però van emigrar al Bondoukou. La dinastia Diarassouba del regne Nafana fou derrotada i expulsada per un cap militar de Samatiguila, Vakaba Turé, que els va enfrontar des de 1842 fins a la victòria el 1848; llavors va fundar el regne de Kabadougou (Kabadugu) i va governar fins a la seva mort el 1858; en aquest regne va pujar al tron anys més tard (1875) Ahmadu Turé, fill de Vakaba. El 1878-1879 va enfrontar una revolta del seus subdits i després d'aconseguir dominar-la va fer una aliança militar amb el seu nebot, Samori Turé. Des de llavors Ahmadu va lluitar al costat de Samori (fins que fou capturat pels francesos el 1898). Samori s'hi va retirar després de la conquesta francesa de la Vall del Milo i els territoris a l'oest d'aquest riu.